# Европейски концерт
Европейският концерт, наричан също Конгресна система, е установената в Европа с Виенския конгрес от 1815 година система на баланс на силите, която се запазва в общи линии до началото на Първата световна война столетие по-късно. В нейната основа е разбирането, че равновесие в международните отношения може да бъде постигнато чрез сътрудничество и взаимни отстъпки между водещите европейски държави (Велики сили). Водеща роля за поддържането на мира се отрежда на дипломацията. 